# Capão Alto
Capão Alto é um município brasileiro no estado de Santa Catarina. Localiza-se a uma latitude 27º56'13" sul e a uma longitude 50º30'43" oeste, estando a uma altitude de 1 022 metros. Sua população segundo IBGE em 2022 é de 2.625 habitantes.

## História
Até a chegada dos colonizadores italianos e turcos no século XVI, a região era habitada pelos índios guaranis e caingangues.
No início do século XVIII, a região de Capão Alto fazia parte dos campos de Lages, que, por sua vez, pertencia à Provincia de São Paulo. A necessidade de se abrir caminhos para os campos do Rio Grande do Sul, tinha a finalidade de estabelecer o comércio entre os fazendeiros gaúchos e o restante do país, principalmente São Paulo e Minas Gerais.
A primeira denominação, Campos das Lagens, ocorreu por volta de 1727, quando Francisco de Souza Faria, por ordem do Governador de São Paulo, abriu a estrada dos conventos de Araranguá, encontrando na região enorme quantidade de gado que provavelmente pertencia aos padres espanhóis das missões.
A povoação da região de Capão Alto também se deu por bandeirantes paulistas, “gaúchos” e lagunenses.
Pela Lei n° 54 de 07 de janeiro de 1899 criava-se o distrito de Capão Alto, época da chegada na região, das primeiras famílias de imigrantes italianos, vindos do Estado do Rio Grande do Sul. Em 29 de setembro de 1994 emancipou-se de Lages tornando-se um município, através da Lei n° 9.697 (publicada em 30/09/1997). É sabido que muito antes disso, aqui viviam os nativos chamados de bugres.
O município de Capão Alto, por muitos anos, foi o maior Distrito de Lages. Tem uma população de cerca de 3 mil habitantes, sendo 80% deles moradores da zona rural. A sede guarda ainda características de um povoado rural e a denominação de Capão Alto tem origem ligada a sua posição geográfica.
A localidade era apoio das rotas de tropeiros que levavam tropas ao litoral ou para o sul, estes foram se instalando e constituindo propriedades. Um povoado se formou ao redor de uma capela, transferida do antigo Distrito Campo Belo do Sul e creceu com a chegada de famílias do Rio Grande do Sul, atraídas pelas atividades econômicas como a agropecuária e a extração de madeira.
Da história passada de Lages, Capão Alto guarda bons exemplares das antigas fazendas, além de forte tradição no artesanato de lãs e couros. Também restam fortes elementos da tradição religiosa popular, como a da cerimônia da Recomenda das Almas, celebrada na Semana Santa.

## Topônimo
O nome Capão Alto é a toponímia de uma grande colina coberta por um capão (mata fechada, densa), que podia ser vista de longa distância pelos viajantes.